# Udalrico Lichtenstein
Udalrico Lichtenstein, o Liechtenstein (in tedesco: Ulrich von Liechtenstein; ... – 16 settembre 1505), è stato principe vescovo di Trento dal 1493 fino alla morte.

## Biografia

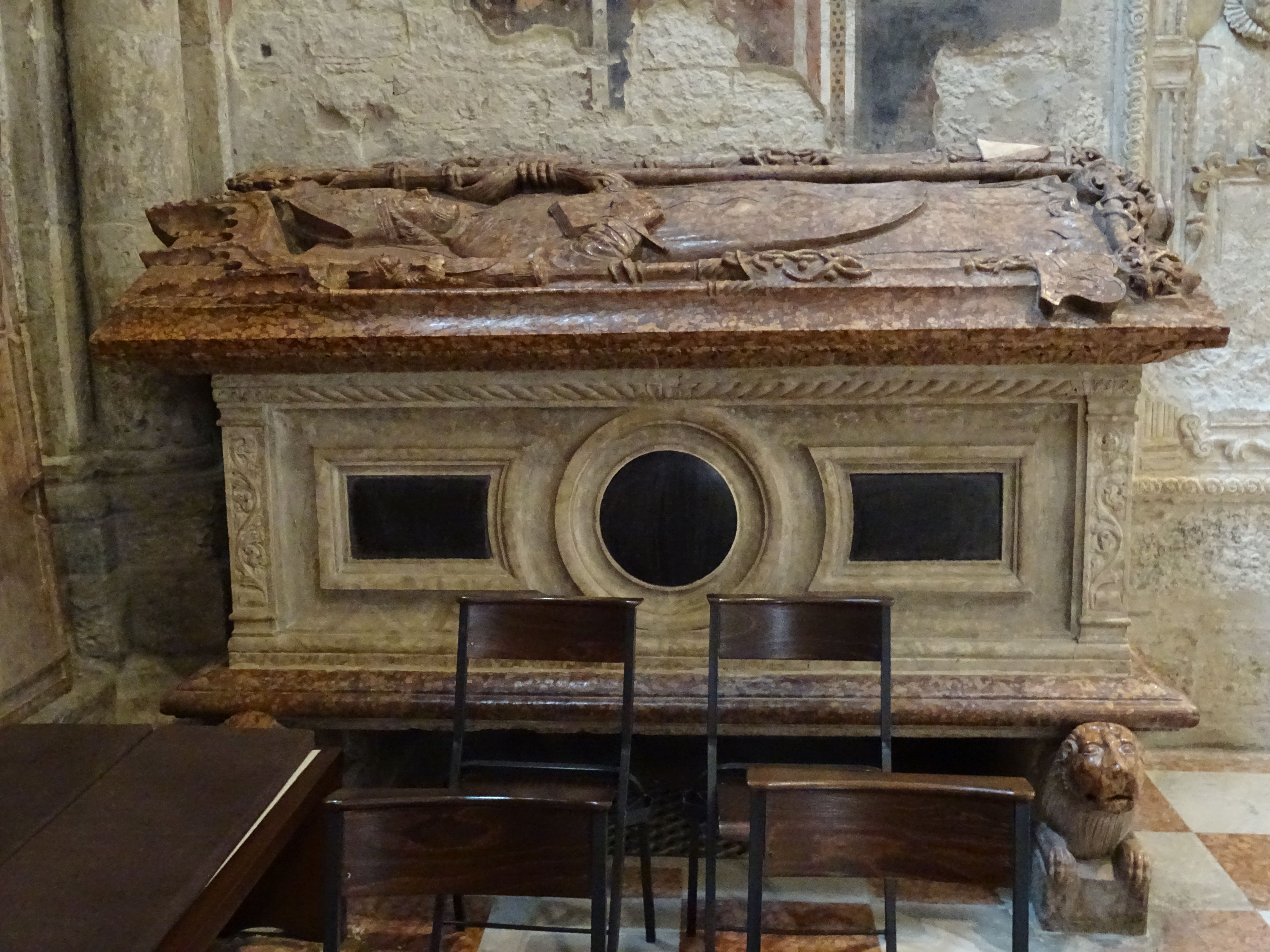
Il sarcofago di Udalrico Lichtenstein nella cattedrale di San Vigilio

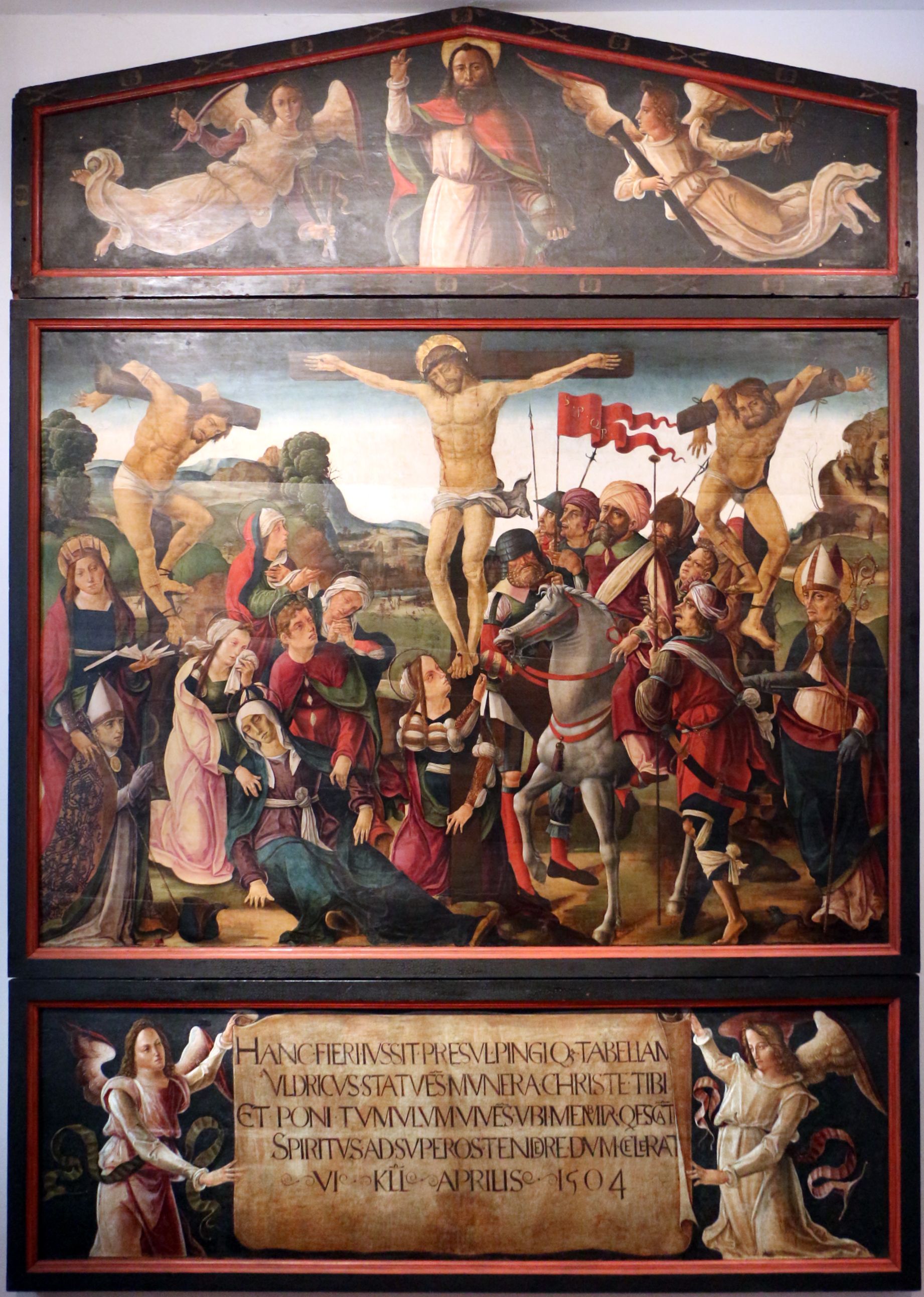
Udalrico Lichtenstein (a destra al centro) in una tela votiva conservata al museo diocesano tridentino, e prima esposta sopra al suo sepolcro nel duomo di Trento

Udalrico Lichtenstein era membro di una famiglia nobile minore originaria di Laives presso Bolzano (da non confondere con il casato di Liechtenstein da cui discendeva il suo predecessore Giorgio). 
Nel 1499 entrò in possesso di Castel Corno (il cui precedente proprietario, Matteo Castelbarco, era morto senza eredi), e lo infeudò a suo fratello Paolo, la cui famiglia ne mantenne il possesso sino al 1759.
Il suo stemma vescovile è affrescato all'interno del portico di palazzo Geremia.
Il sarcofago del vescovo si trova presso la parete occidentale del transetto sud del duomo di Trento e reca l'iscrizione: VDALRICVS · DE · LIECHTENSTEIN | INCLITVS · TRIDENTI · PRINCEPS | AC · PASTOR · OPTIMVS · HANC | SIBI · VIVENS PARAVIT · SEDEM · | IN · QVA · SPIRITVS · DVM · | SVPERNA · PETIT · MOLLITER | OSSA · QVIESCANT.